# SABIC
SABIC (acronyme de Saudi Basic Industries Corporation) est une entreprise saoudienne qui est l'une des dix premières mondiales de la chimie.

## Histoire
En septembre 2016, SABIC annonce la vente de son activité Polymershapes au fonds d'investissement Blackfriars Corp pour un montant non dévoilé.
Début décembre 2017, la direction de SABIC annonce avoir signé un contrat avec la société Saudi Aramco. Cette collaboration est créée dans le but de développer une raffinerie associée à une usine pétrochimique. À terme, elle devrait pouvoir traiter près de 400 000 barils de pétrole brut par jour et il est prévu qu'elle produise neuf millions de tonnes de produits chimiques et d'huiles de base chaque année. Il est prévu que la production débute en 2025.
En mars 2019, Saudi Aramco annonce l'acquisition d'une participation de 70 % dans SABIC pour 69,1 milliards de dollars, participation qui appartient à l'état saoudien, par le biais du Fonds public d’investissement d’Arabie saoudite.

## Activité de lobbying

### Aux États-Unis
Selon le Center for Responsive Politics, les dépenses de lobbying de Sabic aux États-Unis s'élèvent en 2018 à 460 000 dollars.

### Auprès des institutions de l'Union européenne
Sabic est inscrit depuis 2015 au registre de transparence des représentants d'intérêts auprès de la Commission européenne, et déclare en 2018 pour cette activité des dépenses annuelles d'un montant compris entre 200 000 et 300 000 euros.

## Non-respect des normes européennes
Le 21 mai 2019, la fédération allemande pour l'environnement et la protection de la nature (Bund) révèle en utilisant les données fournies par l'agence fédérale de l'environnement allemande comme par l'Agence européenne des produits chimiques que 654 entreprises opérant en Europe ne respectent pas, entre 2014 et 2019, le protocole européen d'enregistrement, évaluation et autorisation des produits chimiques, censé protéger la santé et l'environnement des Européens. Ces entreprises, dont SABIC fait partie, emploient massivement des substances de synthèse interdites et potentiellement dangereuses,,.